# Bârnova, Iași
Bârnova este satul de reședință al comunei cu același nume din județul Iași, Moldova, România.

## Monumente istorice

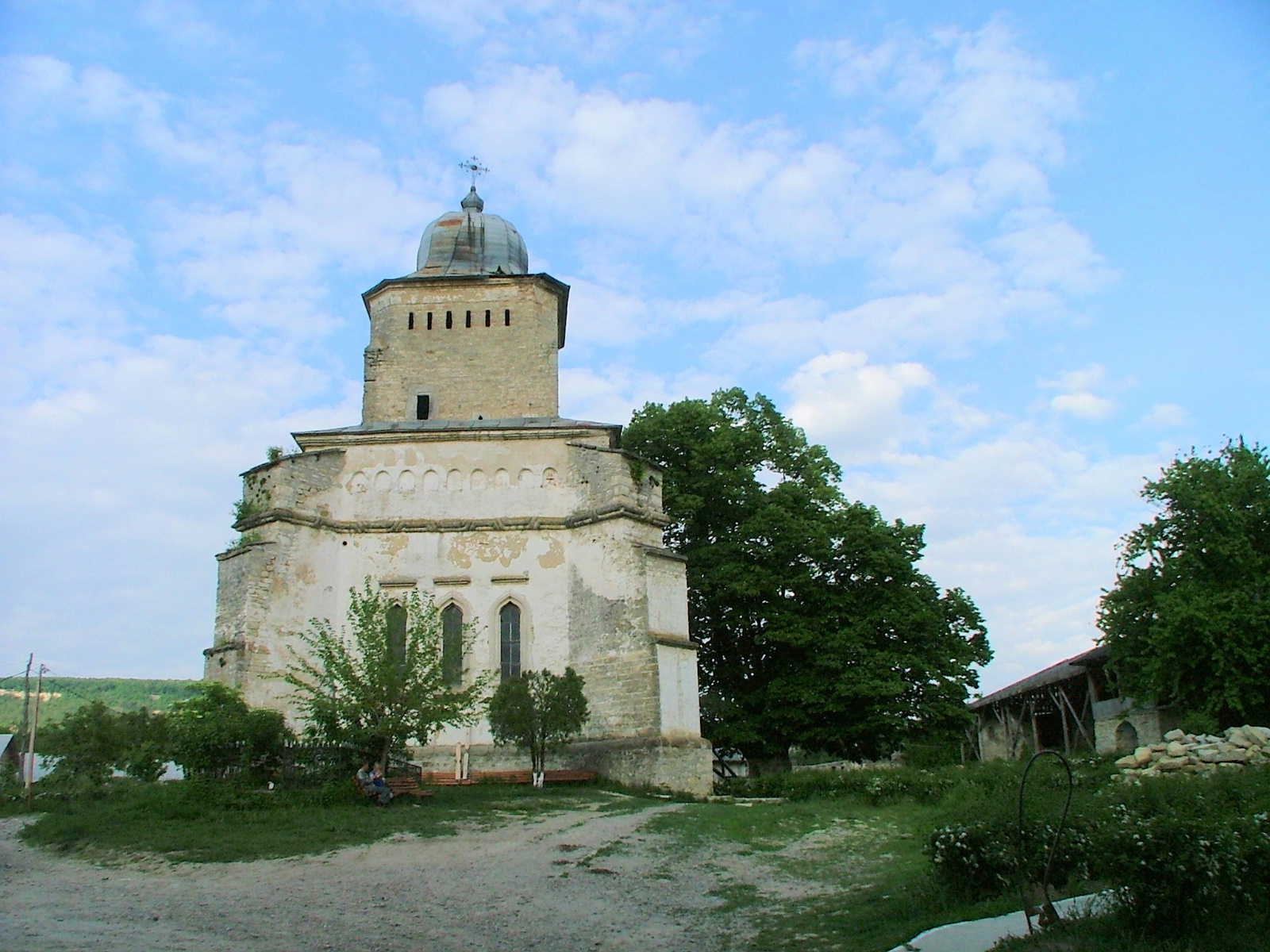
Biserica „Sf. Gheorghe” a mănăstirii Bârnova

- Mănăstirea Bârnova (1626-1629); IS-II-m-B-04103
  - Biserica „Sf. Gheorghe” a mănăstirii Bârnova (1626-1629); IS-II-m-A-04103.01
  - Chilii (1728); IS-II-m-A-04103.02
  - Ruine în incintă (sec. XVII); IS-II-m-A-04103.03
  - Turn poartă (sec. XVII); IS-II-m-A-04103.04
  - Zid de incintă (sec. XVII); IS-II-m-A-04103.05
- Sanatoriul T.B.C. (sfârșitul secolului XIX); IS-II-m-B-04104
- Gară (sfârșitul secolului XIX); IS-II-m-B-04102

## Legături externe
Materiale media legate de Bârnova la Wikimedia Commons